# Globecast
 (novembre 2009).
Si vous disposez d'ouvrages ou d'articles de référence ou si vous connaissez des sites web de qualité traitant du thème abordé ici, merci de compléter l'article en donnant les références utiles à sa vérifiabilité et en les liant à la section « Notes et références ».
 (février 2015).

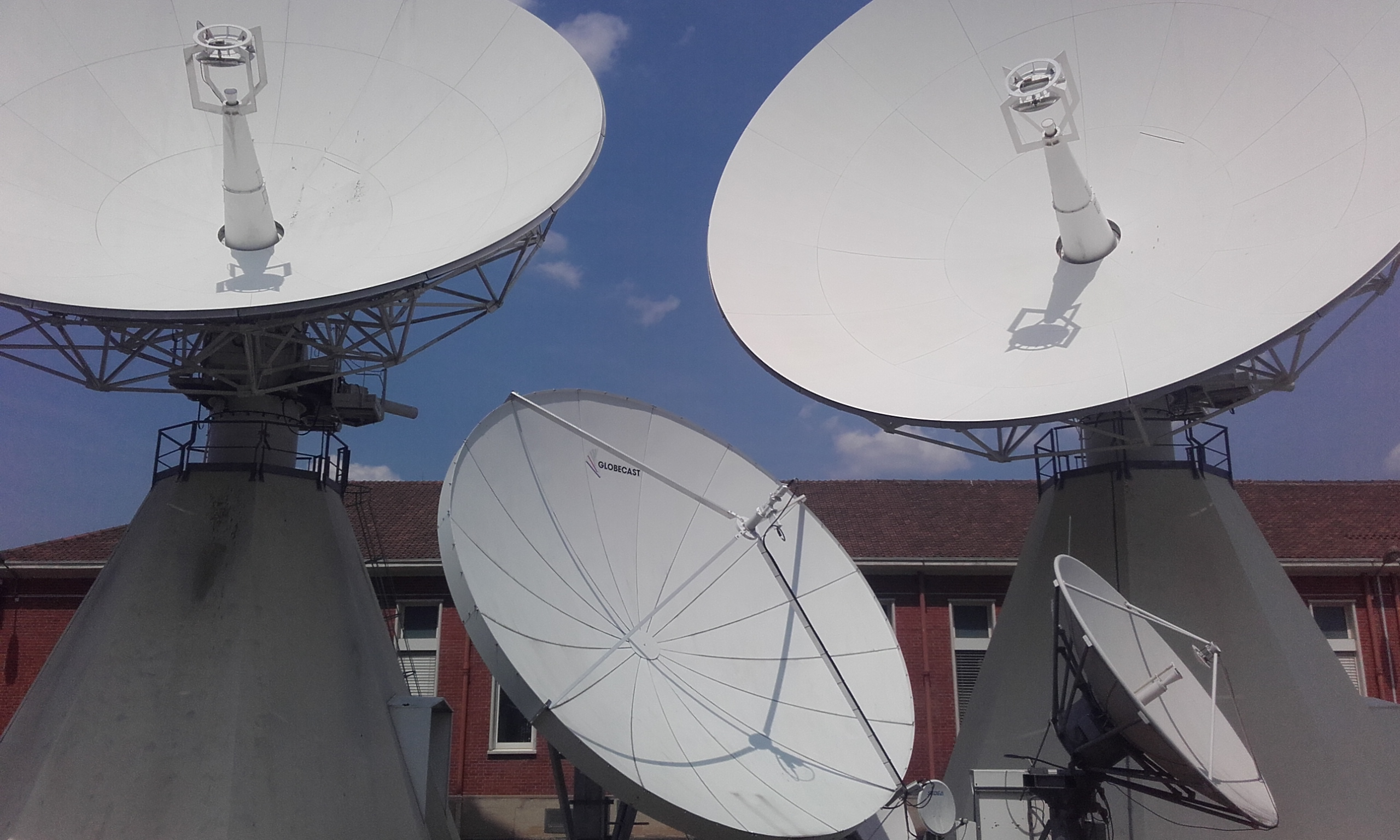
Antennes d'émission et de réception sur le téléport de Sainte-Assise.

Globecast est une société de prestations de services de télécommunication pour l'industrie des médias, essentiellement pour les diffuseurs audiovisuels : chaines de télévision et de radio. Elle achemine les signaux de télévision depuis la chaine vers l'audience (distribution) et ramène les flux vidéo depuis les événements (stades, studios, cars de reportage...) vers les chaines de télévisions (contribution).
Globecast traite les contenus audiovisuels destinés à alimenter des plates-formes de télévision par satellite, Télévision Numérique Terrestre, réseaux câblés, TV sur IP, TV sur PC, TV sur mobiles ou encore les salles de cinéma et des réseaux d’Affichage Audiovisuel Dynamique. Elle est l’un des principaux fournisseurs mondiaux de services[précision nécessaire] en ces domaines.
Elle est présente en Europe, en Amérique, en Asie, en Afrique et au Moyen-Orient au travers dix-neuf points de présence dont douze téléports et centres d’opérations techniques, reliés entre eux par un réseau terrestre de télécommunication,.
Elle est détenue à 100 % par Orange et actuellement dirigée par Philippe Bernard (précédent pdg: Olivier Barberot).

## Histoire
- Automne 1996 : Séparation des activités audiovisuelles de France Telecom entraînant la création de deux divisions. La DMM (Division Multimedia) et la DEA (Division Entreprises Audiovisuelles) voient le jour. La DEA composée de l’entreprise TDF (TéléDiffusion de France) et de la Direction des Transmissions Audiovisuelles (aujourd’hui devenue Globecast), regroupe :

1. le service marketing AVI (Audiovisuel International) de FTRSI (France Telecom Réseaux & Services Internationaux)
2. les participations dans Maxat à 100 % (R.U.), Keystone à 40 % (USA) et TIBA à 20 % (Argentine)
3. des services de la Direction des Opérations de TDF
4. trois centres de production de FTRSI, de TDF et de la DRN (Direction des réseaux Nationaux)
5. la Délégation du service de l’Image, ayant pour activité la promotion du système satellite Telecom 2

- 3 mars 1997 : Organisation de la DTA autour d’un pôle de coordination internationale (DTA Worldwide) et de trois Unités d’Affaires : DTA France, Maxat et Keystone, désormais entièrement contrôlé par la DEA. La DTA rachète également les actifs d’IDB gérés depuis 1995 par Keystone.
- 1er avril 1997 : Rattachement de l’activité Télévision d’Entreprise de France Câbles et Radio (filiale de France Telecom)
- 7 avril 1997 : L’offre globale de service est désormais commercialisée sous le nom de GlobeCast.
- Septembre 1997 : Ouverture d’un bureau commercial à Singapour donnant naissance à GlobeCast Asia
- Janvier 1998 : Accord de partenariat avec Dominique Curchod Communication, distributeur des produits et services GlobeCast en Italie et en Suisse. Partenariat permettant à terme l’ouverture de GlobeCast Italia.
- Février 1998 : Rachat de l’entreprise Hero Productions à Miami, ayant pour activité la transmission et la fabrication de chaînes de télévision. Regroupement de Keystone et Hero productions pour créer GlobeCast North America.
- Juin 1998 : Prise de participation majoritaire dans Newsforce, leader sur le marché des relais mobiles. Entreprise implantée en Afrique du Sud et détenant des bureaux en Australie et à Singapour permettant à GlobeCast de se développer dans l’hémisphère sud.
- Janvier 1999 : GlobeCast Espagne est créé en collaboration avec le groupe Mediapro.
- Janvier 2000 : GlobeCast Asia, mise en place de l'équipe destinée à opérer le centre de monitoring 24h/24h.
- Mars 2000 : GlobeCast Asia lance officiellement son centre de monitoring et ouvre un service de booking 24h/24h pour gérer l'ensemble des opérations en Asie ; lors du 11 septembre 2001 cette entité sera au cœur de l'action pour l'ensemble des entités de GlobeCast.
- 1er juin 2002 : Filialisation de la DTA qui entraîne la création de GlobeCast France SAS et de GlobeCast Holding, constituant ainsi le groupe GlobeCast.
- Février 2003 : GlobeCast India est créé. Peu après, l’entreprise australienne Mediasat, spécialisée dans les transmissions fusionne avec les bureaux australiens de GlobeCast (anciennement Newsforce) afin de créer l’entité GlobeCast Australia (dont GlobeCast détient 50 %).
- Janvier 2006 : GlobeCast Espagne fusionne avec Mediasat (filiale de Mediapro) en intégrant également des activités d’Abertis Telecom afin de donner naissance à Overon. GlobeCast détient 12 % de cette structure et s’assure, de ce fait, d’un partenaire en Espagne ainsi que d’un réseau élargi. Ce partenariat a duré deux ans pour s'achever en janvier 2008.
- Juin 2008 : GlobeCast Asia étend sa couverture géographique via l’acquisition de la société PCM (Pacific Century Matrix) située à Hong Kong. Il s'agit du 5e bureau et point de présence technique en Asie (après Singapour, New Dehli, Pékin, Séoul).
- Août 2008 : GlobeCast acquiert la société Nétia, un éditeur de logiciels, et accélère son développement dans la gestion des contenus multimédia.
- Avril 2010 : GlobeCast déploie son service d'acheminement de contenus numériques pour les salles de cinémas dans les réseaux de salles en France équipés pour la projection numérique.
- Octobre 2010 : GlobeCast acquiert auprès de Technicolor un centre de 'play-out' et de post-production vidéo situé à Singapour.
- Septembre 2012 : GlobeCast relance ses offres OTT (over the top) pour permettre aux broadcasters et opérateurs de bouquet de développer leur offre multi-écrans via internet partout dans le monde.
- Septembre 2013 : Globecast change d'identité visuelle, dont un nouveau logo et son nom perd le C majuscule à 'cast'.
- Juin 2015 : La filiale Globecast Australia est vendue à Telstra et, depuis septembre 2015, elle prend le nom de Telstra Broadcast Services.
- Janvier 2017 : La filiale Nétia est vendue.
- Juillet 2022 : La filiale française Globecast Reportages est cédée à Orange S.A. pour rejoindre l'entité Orange Events.
- Avril 2023 : Globecast Americas annonce son déménagement à Westlake Village Studios en Californie et la fermeture de son site historique de Culver City (Los Angeles).
- Janvier 2025 : Un salarié est poursuivi pour des écoutes illégales dans des salles de réunions au siege social durant les Jeux Olympiques de Paris.

## SERTE
Le centre technique de Globecast à Paris (France), situé au 61 rue des Archives, était par le passé connu sous le nom de SERTE. Ce terme est parfois encore utilisé par les professionnels de l'audiovisuel, même à l'international, du fait qu'il a été utilisé pendant des années. Ce centre technique est un nœud majeur d'échange de flux de télévision et de radio.
L'acronyme SERTE signifiait : Service d'Exploitation Radio Télévision Extérieur.
L'histoire du SERTE :
- 1947 : Création du Centre des Liaisons Radio-Électriques - CLR
- 1962 : 1re transmission satellite opérée au CLR
- 1980 : CLR devient SERTE, le centre national puis international pour les transmissions audiovisuelles
- 1989 : Intégration au Groupe France Télécom
- Depuis 1980 : c'est l'un des hubs internationaux principaux pour les transmissions audiovisuelles et IP (par satellite et réseaux terrestres)
- En 2002 : Création de GlobeCast, incluant le centre technique de Paris Archives (ex-SERTE)

## World TV et MyGlobeTV
Entre 2007 et 2013, Globecast a exploité un bouquet de télévision à péage par satellite aux États-Unis dénommé World TV.
Entre 2012 et 2013, Globecast commercialisa un bouquet de télévision acheminé par Internet (over the top) nommé MyGlobeTV.

## Cinéma numérique
En France, Globecast opère un service d'acheminement dématérialisé des contenus cinéma (DCP) pour les salles équipées pour la projection numérique.